# Umberto Bottazzini
Umberto Bottazzini (Viadana, 30 maggio 1947) è un matematico italiano.
Si è prevalentemente dedicato alla storia della matematica e delle scienze, ed alla loro divulgazione.

## Biografia
Laureatosi in matematica presso l'Università degli Studi di Milano, è stato professore associato di Matematiche complementari al Dipartimento di Matematica dell'Università della Calabria dal 1977 al 1979, quando passò, con lo stesso ruolo, all'Università di Bologna rimanendovi fino al 1990, anno in cui conseguì l'ordinariato presso il Dipartimento di Matematica ed Informatica dell'Università degli Studi di Palermo, ove rimase fino al 2004. Dal 2002 al 2006, è stato docente di Storia della scienza alla Scuola Internazionale Superiore di Studi Avanzati (SISSA) di Trieste (con cui tuttora collabora), mentre, dal 2003 al 2004, ha pure insegnato all'Università Vita-Salute San Raffaele di Milano. Dal 2004 sino al 2016, è stato ordinario di matematiche complementari presso il Dipartimento di Matematica "Federigo Enriques" dell'Università di Milano.
È stato visiting professor presso numerose università ed istituzioni scientifiche straniere. Appartenente a parecchie società scientifiche italiane ed internazionali, è stato membro del comitato scientifico e di redazione di congressi, convegni, case editrici e riviste editoriali, sia italiani che stranieri. Ha tenuto molte relazioni su invito a conferenze nazionali ed internazionali. Fellow dell'American Mathematical Society (AMS), nel 2015 ha vinto il prestigioso Albert Leon Whiteman Prize, il più importante riconoscimento per la storia della matematica, bandito dall'American Mathematical Society, "per le sue numerose opere in Storia della Matematica, in particolare sulla nascita della Matematica moderna in Italia e sullo sviluppo dell'Analisi nel XIX e inizio XX secolo" .
È uno dei maggiori esperti internazionali di storia e fondamenti della matematica e delle scienze. Tra i suoi studenti ci sono Rossana Tazzioli e Alberto Cogliati.

## Opere
- Pitagora, il padre di tutti i teoremi, il Mulino, Bologna, 2020.
- Istanti fatali. Quando i numeri hanno spiegato il mondo, Editori Laterza, Roma-Bari, 2019.
- Infinito, il Mulino, Bologna, 2018.
- Numeri, il Mulino, Bologna, 2015.
- Hidden Harmony - Geometric Fantasies. The Rise of Complex Function Theory (with Jeremy Gray), Springer-Verlag, New York, 2013.
- La patria ci vuole eroi. Matematici e vita politica nell'Italia del Risorgimento (con Pietro Nastasi), Zanichelli Editore, Bologna, 2013.
- Guido Castelnuovo, Opere matematiche. Memorie e Note, a cura di Edoardo Vesentini, Enrico Arbarello, Umberto Bottazzini, Maurizio Cornalba e Paola Gario, vol. I (2002), vol. II (2003), vol. III (2004), vol. IV (2007), Pubblicazioni a cura dell'Accademia Nazionale dei Lincei, Roma, 2002-2007.
- Il flauto di Hilbert. Storia della matematica moderna e contemporanea, UTET, Torino, 2003 (2009 English Edition by Springer-Verlag).
- Le costruzioni della mente (con Elena Di Bella), McGraw-Hill Education, Milano, 2002.
- Changing Images in Mathematics. From the French Revolution to the New Millennium (Edited by Umberto Bottazzini, Amy Dahan Dalmedico), Routledge, London, 2001.
- La serva padrona. Fascino e potere della matematica (con Edoardo Boncinelli), Raffaello Cortina Editore, Milano, 2000.
- Poincaré, Collana: "I grandi della scienza", Quaderni de "Le Scienze", Milano, 1999 (traduzione francese nel 2002; traduzione tedesca nel 2013).
- Riposte armonie. Lettere di Federigo Enriques a Guido Castelnuovo, a cura di Umberto Bottazzini, Alberto Conte e Paola Gario, Bollati Boringhieri Editore, Torino, 1996.
- Va' pensiero. Immagini della matematica nell'Italia dell'Ottocento, Società editrice Il Mulino, Bologna, 1994.
- Fonti per la storia della matematica (con Paolo Freguglia e Laura Toti Rigatelli), G.C. Sansoni, Firenze, 1992.
- Il calcolo sublime. Storia dell'analisi matematica da Euler a Weierstrass, Boringhieri Editore, Torino, 1981 (1986 English Edition by Springer-Verlag).